# 社会融合 (政党)
社会融合（西班牙語：Convergencia Social，缩写为CS）是一个已不存在的智利左翼政党，2018年11月成立的时候是一个自治运动团体，由自治主义运动、自由意志左翼、社会主义与自由、新民主等社会运动团体合并组成。2019年3月，正式注册成为一个政党。政治理念为民主社会主义、自由意志社会主义、环境保护主义、女性主义和自治主义。该党在智利国内是政党联盟广泛阵线的成员，在国际上是进步国际的成员。该党的口号是“作出你的参与决定”。2024年4月19日，广泛阵线改组为单一政党；7月1日，广泛阵线正式注册为政党，包括该党在内的原广泛阵线成员组织全部解散。

## 历史
2017年智利大选之后，原广泛阵线成员之间进行重组。2018年1月，自治主义运动开始于其他联盟成员进行对话，谋求融合或者合并，并成为一个新的政党。同年11月，自治运动、自由意志左翼、新民主以及社会主义与自由达成了成立法案，并在2019年4月通过了内部投票，同时也提出了“胜利”和“转型”的选项，并最终通过了“社会融合”这一名称。

## 领导人
加夫列尔·博里奇·丰特，代表左翼参加2021年智利大选。他在第一轮选举中获得25.83%的选票，名列候选任人第二位，并进入第二轮。在第二轮选举中，他拿到55.87%的选票，成功击败对手，当选新一届的智利总统。

## 外部連結
- 官方网站 （页面存档备份，存于）